# Lèves
Lèves és un municipi francès, situat al departament de l'Eure i Loir i a la regió de Centre – Vall del Loira. L'any 2007 tenia 4.398 habitants.

## Demografia

### Població
El 2007 la població de fet de Lèves era de 4.398 persones. Hi havia 1.556 famílies, de les quals 355 eren unipersonals (137 homes vivint sols i 218 dones vivint soles), 556 parelles sense fills, 552 parelles amb fills i 93 famílies monoparentals amb fills.
La població ha evolucionat segons el següent gràfic:
Habitants censats

### Habitatges
El 2007 hi havia 1.675 habitatges, 1.586 eren l'habitatge principal de la família, 17 eren segones residències i 72 estaven desocupats. 1.364 eren cases i 309 eren apartaments. Dels 1.586 habitatges principals, 1.155 estaven ocupats pels seus propietaris, 415 estaven llogats i ocupats pels llogaters i 17 estaven cedits a títol gratuït; 28 tenien una cambra, 108 en tenien dues, 255 en tenien tres, 406 en tenien quatre i 790 en tenien cinc o més. 1.301 habitatges disposaven pel capbaix d'una plaça de pàrquing. A 713 habitatges hi havia un automòbil i a 724 n'hi havia dos o més.

### Piràmide de població
La piràmide de població per edats i sexe el 2009 era:
| Homes | Edats   | Dones |
| ----- | ------- | ----- |
| 4     | 95 o +  | 12    |
| 8     | 90 a 94 | 28    |
| 36    | 85 a 89 | 48    |
| 20    | 80 a 84 | 24    |
| 52    | 75 a 79 | 80    |
| 96    | 70 a 74 | 80    |
| 92    | 65 a 69 | 108   |
| 96    | 60 a 64 | 104   |
| 104   | 55 a 59 | 104   |
| 184   | 50 a 54 | 196   |
| 188   | 45 a 49 | 188   |
| 152   | 40 a 44 | 200   |
| 164   | 35 a 39 | 160   |
| 128   | 30 a 34 | 172   |
| 132   | 25 a 29 | 80    |
| 68    | 20 a 24 | 96    |
| 164   | 15 a 19 | 132   |
| 140   | 10 a 14 | 168   |
| 144   | 5 a 9   | 148   |
| 120   | 0 a 4   | 76    |

## Economia
El 2007 la població en edat de treballar era de 2.940 persones, 1.959 eren actives i 981 eren inactives. De les 1.959 persones actives 1.806 estaven ocupades (943 homes i 863 dones) i 152 estaven aturades (78 homes i 74 dones). De les 981 persones inactives 306 estaven jubilades, 261 estaven estudiant i 414 estaven classificades com a «altres inactius».

### Ingressos
El 2009 a Lèves hi havia 1.875 unitats fiscals que integraven 4.759 persones, la mediana anual d'ingressos fiscals per persona era de 21.532,5 €.

### Activitats econòmiques
Dels 188 establiments que hi havia el 2007, 5 eren d'empreses alimentàries, 1 d'una empresa de fabricació de material elèctric, 13 d'empreses de fabricació d'altres productes industrials, 38 d'empreses de construcció, 39 d'empreses de comerç i reparació d'automòbils, 8 d'empreses de transport, 6 d'empreses d'hostatgeria i restauració, 4 d'empreses d'informació i comunicació, 9 d'empreses financeres, 5 d'empreses immobiliàries, 27 d'empreses de serveis, 23 d'entitats de l'administració pública i 10 d'empreses classificades com a «altres activitats de serveis».
Dels 53 establiments de servei als particulars que hi havia el 2009, 1 era una oficina de correu, 4 oficines bancàries, 4 tallers de reparació d'automòbils i de material agrícola, 1 autoescola, 7 paletes, 7 guixaires pintors, 6 fusteries, 5 lampisteries, 5 electricistes, 2 empreses de construcció, 5 perruqueries, 2 restaurants, 2 agències immobiliàries i 2 salons de bellesa.
Dels 11 establiments comercials que hi havia el 2009, 1 era una gran superfície de material de bricolatge, 2 fleques, 1 una fleca, 2 botigues de material esportiu, 3 drogueries i 2 floristeries.

## Equipaments sanitaris i escolars
Els 2 equipaments sanitaris que hi havia el 2009 eren farmàcies.
El 2009 hi havia 1 escola maternal i 1 escola elemental.

## Poblacions més properes
El següent diagrama mostra les poblacions més properes.